# Leo Mineiro (futebolista)
Leonardo Henrique Santos de Souza, mais conhecido como Léo Mineiro (Belo Horizonte, 10 de março de 1990), é um futebolista brasileiro que atua como atacante. Atualmente joga pelo Conquistano Futebol Clube de Itaguara - Minas Gerais;

## Carreira
Foi um dos destaques do América Mineiro na categoria de base ,e logo depois de ser promovido ao elenco profissional foi emprestado ao Jeju United FC da Coreia do Sul. Em 2010, Léo retornou ao América Mineiro para a disputa do Campeonato Mineiro e do Campeonato Brasileiro. Em 2012, acertou por 5 temporadas com o Atlético Paranaense.

## Títulos
América Mineiro
- Campeonato Brasileiro Série C: 2009